# Cocachimba
Cocachimba es una localidad situada en el distrito de Valera, en la provincia de Bongará, departamento de Amazonas, Perú. Según el censo de 2017, tiene una población de 197 habitantes.
Está ubicada a una altitud de 1805 m s. n. m. Cerca de la localidad está la catarata Gocta.